# August Köhler
Pour les articles homonymes, voir Köhler.
August Walter Köhler, né le 13 septembre 1858 à Eltville et mort le 19 janvier 1902 à Lomé, est un administrateur colonial allemand et le premier gouverneur du Togoland.

## Biographie
Köhler a commencé sa carrière dans l'administration coloniale en 1891 en tant qu'assesseur du gouvernement dans le département colonial du ministère des Affaires étrangères. Le 18 novembre 1895, il remplaça Jesko von Puttkamer en tant que commissaire impérial et gouverneur du Togoland. Dans cette fonction, il a d'abord travaillé à Aného, jusqu'à ce que la capitale soit transférée à Lomé en 1897. En raison de l'importance toujours croissante de la colonie, son poste reçut en 1898 le titre officiel de gouverneur du Togoland.
Pendant son mandat, August Köhler commanda la construction du palais du gouverneur à Lomé, qui compte encore aujourd'hui parmi les curiosités particulières de la ville.

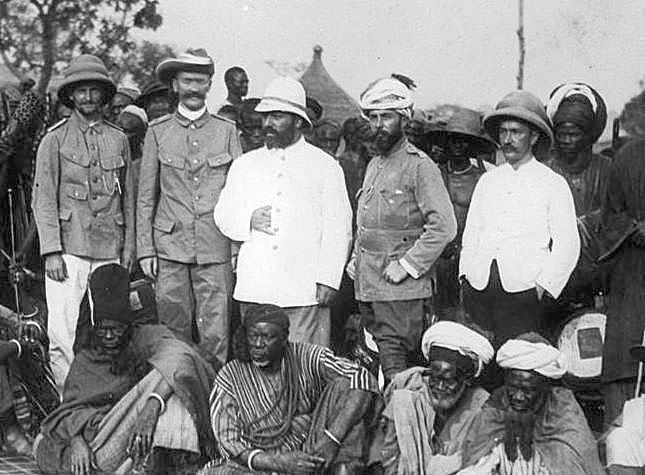
August Köhler parmi d'autres fonctionnaires coloniaux (de gauche à droite : Friedrich Rigler, Adolf von Seefried, August Köhler, Valentin von Massow et Hermann Kersting).

Köhler est mort en 1902 pendant son mandat et est le seul gouverneur à être enterré dans l'ancienne colonie du Togo à Lomé, dans le cimetière principal. Son successeur au poste fut Woldemar Horn (de). 
Depuis ses études (été 1879), Köhler était membre de l'association des chanteurs de l'université de Leipzig à Saint-Paul (aujourd'hui Deutsche Sängerschaft).